# Tabar
Tabar is een vulkanisch eiland in Papoea-Nieuw-Guinea.
Het is het grootste van de Tabareilanden Tabar, Tatau en Simberi. Het is 218 km² groot en het hoogste punt is 622 meter. De Zweed Carl Petterson leed hier in 1904 schipbreuk en trouwde met de dochter van hoofdman Lamy.
Alle zoogdieren die er voorkomen zijn vleermuizen:
- Dobsonia anderseni
- Pteropus admiralitatum
- Pteropus hypomelanus
- Pteropus neohibernicus
- Rousettus amplexicaudatus
- Emballonura raffrayana
- Hipposideros calcaratus